# Bolia jezik
Bolia jezik (ISO 639-3: bli; bokoki, bulia), nigersko-kongoanski jezik iz DR kongoanske provincije Bandundu, sjeverno od jezera Mai-Ndombe, kojim govori oko 100 000 ljudi (2000).
Po nekim mišljenjima mogao bi biti dijalekt jezika ntomba [nto]. Podklasificiran je podskupini bangi-ntomba (C.40) i skupini pravih sjeverozapadnih bantu jezika u zoni C.

## Vanjske poveznice
- Ethnologue (14th)
- Ethnologue (15th)